# پروزا
شهر پروزا در استان ایپیروس در کشور یونان واقع شده است که دارای جمعیت ۱۷٬۷۹۱  نفر می‌باشد.